# St. Joseph (Berlin-Rudow)

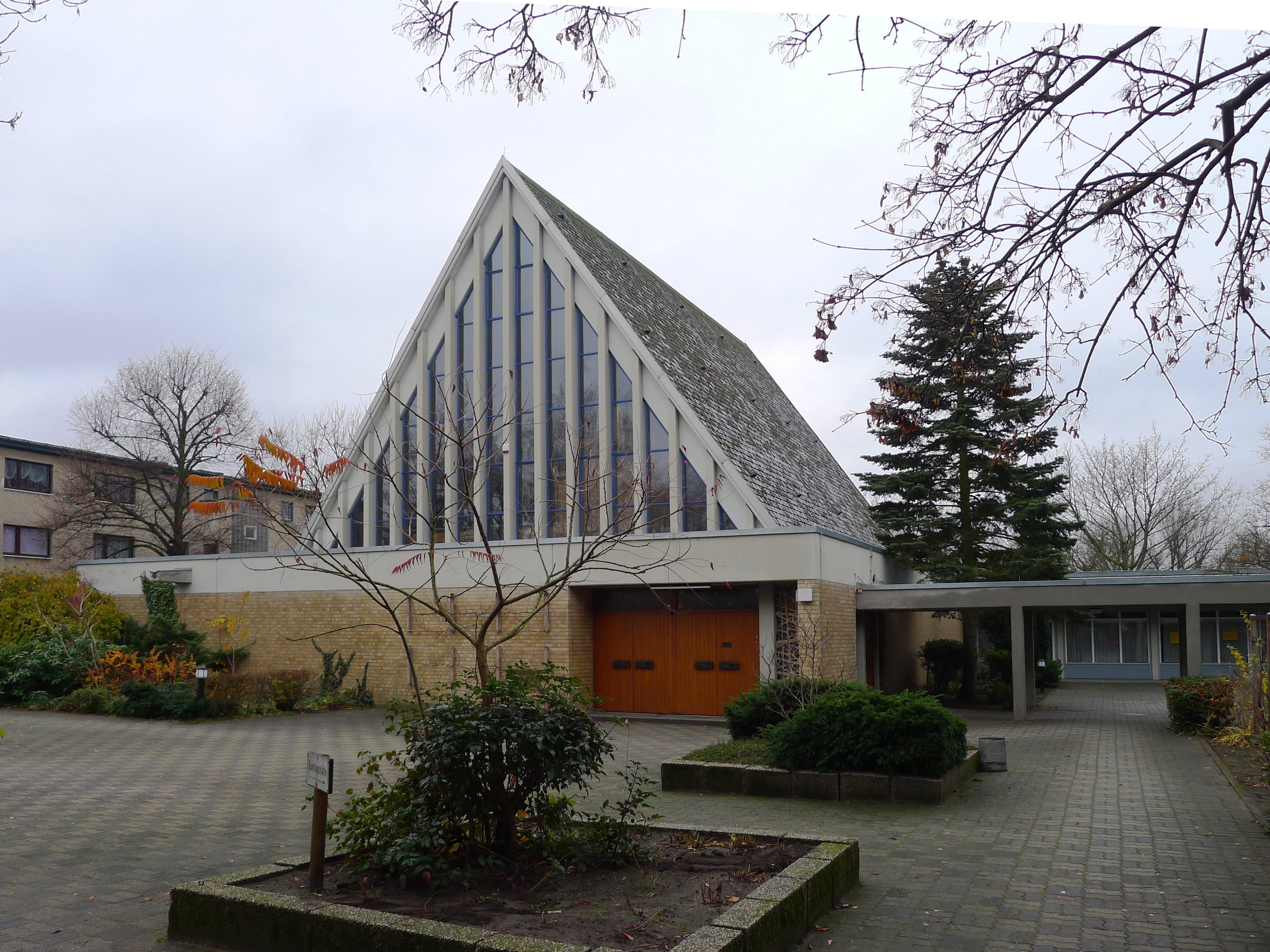
St. Joseph

St. Joseph ist eine katholische Kirche in Alt-Rudow 46 im Berliner Ortsteil Rudow des Bezirks Neukölln und steht unter Denkmalschutz. Sie wurde von Albert Brenninkmeyer entworfen und 1967 eingeweiht. 

## Geschichte
1872 erwarb der schlesische Graf  Friedrich von Praschma ein Grundstück in der Kaiser-Wilhelm-Straße 9 (heute Alt-Rudow 42–44), das er den Ursulinen aus Berlin-Kreuzberg für Erholungszwecke zur Verfügung stellte. Zwei Jahre später wurde dort ein Haus  fertiggestellt. In dessen  Giebelzimmer fanden die Gottesdienste statt.
Nachdem 1877 das Ursulinenkloster in Berlin wegen des Kulturkampfes geschlossen werden musste, durften die sechs Schwestern in das Haus nach Rudow umziehen.
1883 kaufte Fräulein Maria Sarge das benachbarte Grundstück Kaiser-Wilhelm-Straße 10 (heute Alt Rudow 46). Noch im selben Jahr wurde dort eine Kapelle gebaut, die nicht an der Straße liegen und keinen Glockenturm haben durfte.
1884 wurde sie eingeweiht und diente mit 70 Sitz- und etwa 130 Stehplätzen einer katholischen Gemeinde.  Das Haus wurde eine Begegnungs- und Zufluchtsstätte für katholische Priester und Ordensleute.
1888 durften die Ursulinen in ihr Kloster in der Lindenstraße zurückkehren.

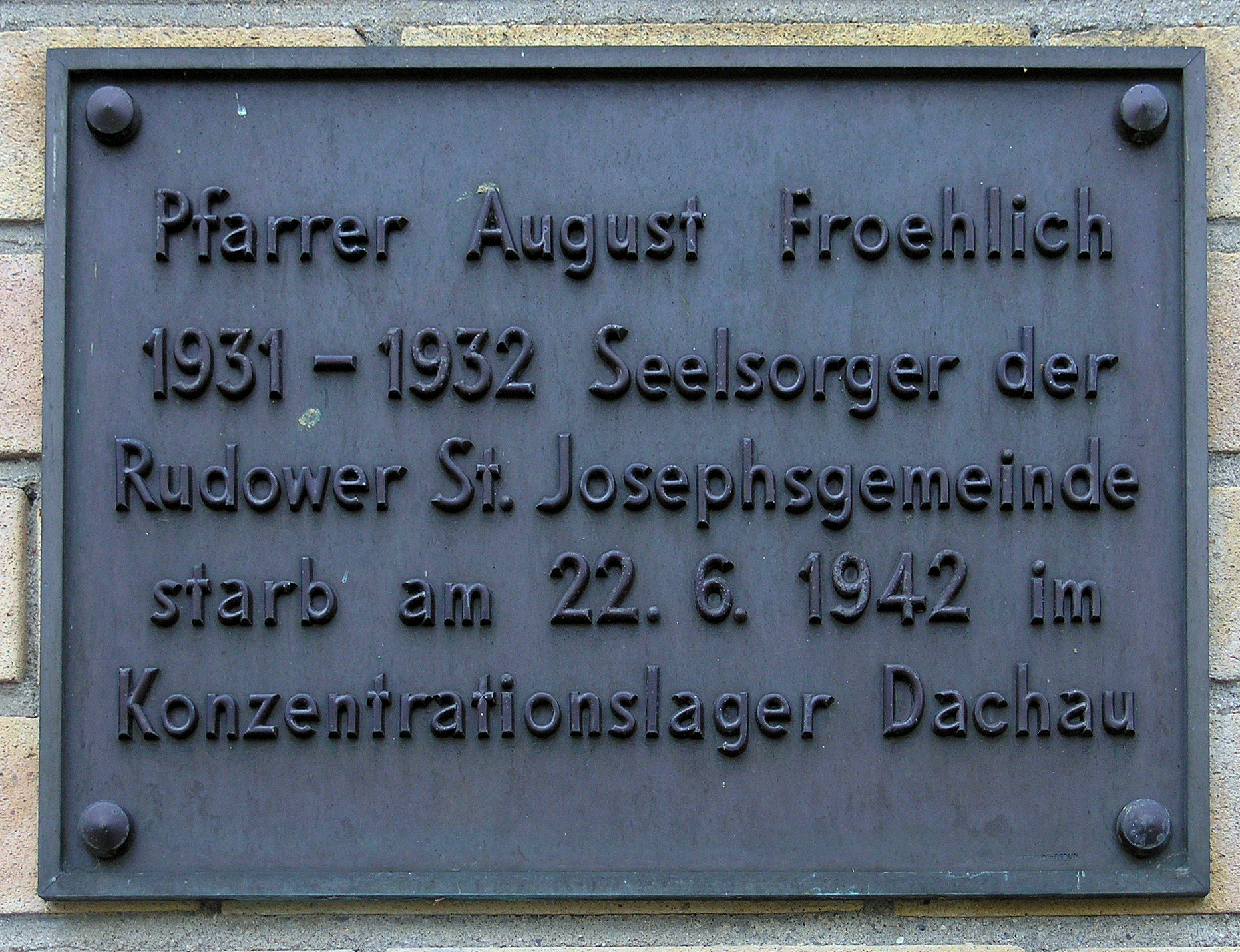
Gedenktafel für Pfarrer August Froehlich am Torturm

1929 wurde ein kleiner Dachreiter auf die Kapelle gebaut. Am 1. April 1931 wurde eine eigene Gemeinde gegründet, die  der Pfarrei von St. Eduard in Neukölln eingegliedert wurde. 1934 gingen Teile des Gebietes  an die neu gegründete Gemeinde Heilige Schutzengel in Britz.  Ab 1. Februar 1936 wurde St. Joseph dann  seelsorgerisch verantwortliche Kuratie. Der erste Priester war August Froehlich, der später im KZ Dachau verstarb. An ihn erinnert die Gedenktafel am Torturm des Gemeindezentrums.
Am 1. Januar 1948 erlangte die Gemeinde St. Joseph die vermögensrechtliche Souveränität. Ab 1. Juli 1950 wurde sie zur Pfarrei erhoben. Im Jahr 1952 verkleinerte sich das Gemeindegebiet noch einmal, als die in der DDR liegenden Orte verloren gingen. 1966 verlor es  erneut Gebiete an die neu errichtete Kuratie St. Dominicus in der Gropiusstadt.
Durch ausgedehnte Bautätigkeit in Rudow und entsprechendem Zuzug junger Familien wuchs die Gemeinde jedoch weiter, sodass 1967 die alte Kapelle wegen Baufälligkeit abgerissen wurde und ein  neues Kirchengebäude mit Gemeindezentrum entstand.

## Baubeschreibung

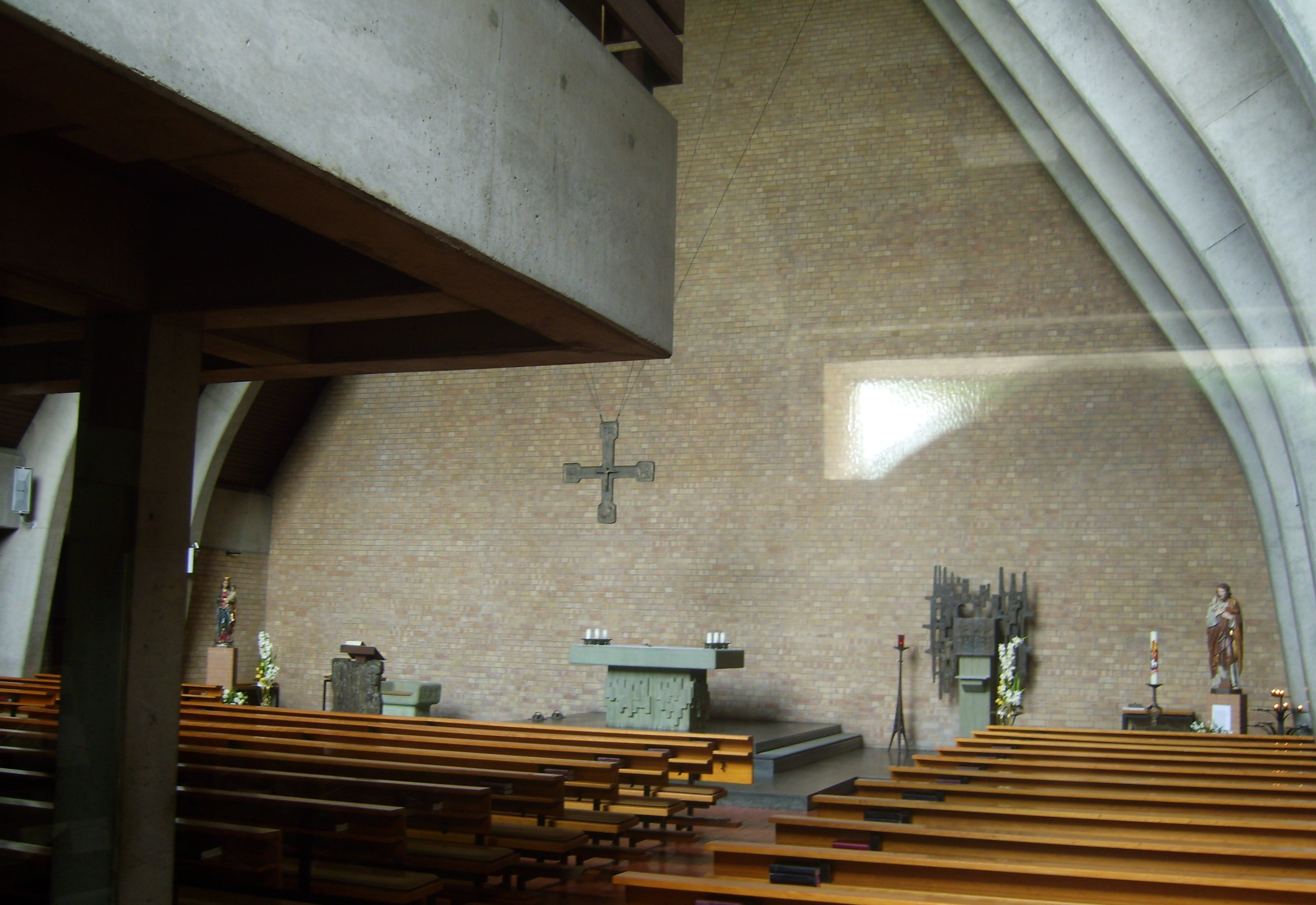
Innenansicht mit Blick in Richtung Altar

Hinter dem frei stehenden Torturm an der Straße Alt-Rudow liegt ein weiter Hof, an dessen Ende, fast an der Neuköllner Straße, der E-förmige Gebäudekomplex aus Saalkirche sowie ein- und zweigeschossige Gebäudetrakte des Gemeindezentrums stehen. Das Kirchenschiff ist ein Stahlbetonskelettbau mit Satteldach, dem Anbauten als Sockelgeschoss vorgelagert sind. Die Altarwand ist fensterlos, der rückwärtige Giebel ist verglast.
Das im Inneren mit Holz verkleidete Satteldach wird von sechs offenen dreigelenkigen Betonbindern getragen, die an der ebenfalls offenen Firstpfette zusammenlaufen. Von den sieben Jochen werden zwei für den Altarbereich beansprucht. Analog zum basilikalem Grundriss flankieren niedrige Gänge den hohen Hauptraum. In ihnen befinden sich die 14 Kreuzwegstationen, die bereits in der alten Kapelle hingen. Die Seitenwände bestehen wie die Altarwand aus ockergelbem Sichtmauerwerk. Dem oberen Abschnitt des verglasten rückwärtigen Giebels vorgelagert steht die Empore frei auf sechs Stützen. Auf ihr ist die Orgel installiert. Hinter dem seitlich versetzten Portal befindet sich ein Vorraum, daneben stehen die Beichtstühle, benachbart von ihnen liegt die Werktagskapelle.
Der Torturm besteht aus einem Durchlass aus zwei begrenzenden ockergelben Ziegelmauern, die mit einer Betonplatte abgedeckt sind. Darüber erhebt sich das steile Satteldach aus Betonplatten, die mit Schindeln aus Eternit verkleidet sind.

## Glocken
Hinter Querstreben verbirgt sich die Glockenstube. In ihr hängt ein Geläut aus drei Bronzeglocken, das 1967 von Petit & Gebr. Edelbrock gegossen wurde.
| Schlagton | Gewicht (kg) | Durchmesser (cm) | Höhe (cm) | Inschrift                                       |
| --------- | ------------ | ---------------- | --------- | ----------------------------------------------- |
| dis'      | 1403         | 133              | 104       | REX PACIFICUS, MISERE RE NOBIS.                 |
| fis'      | 0866         | 113              | 088       | STA. MARIA, REGINA PACIS, ORA PRO NOBIS.        |
| gis'      | 0573         | 100              | 076       | STE. NICOLAE, INTERCESSOR PACIS, ORA PRO NOBIS. |

Der Zugang zum Gotteshaus ist barrierefrei.

## Veranstaltungen außerhalb üblicher Kirchenfeiern
Die Orgel wird im Rahmen des Programms Musik in Kirchen für regelmäßige Konzerte genutzt. Außerdem beteiligt sich die Kirchengemeinde an der Langen Nacht der Religionen. Sie betreibt einen Kindergarten und gehört der Kolpingfamilie an.